# Dolores Dala Guardião do Alívio
Dolores Dala Guardião do Alívio é o segundo EP (extended play) do rapper brasileiro Rico Dalasam. Foi lançado em 29 de maio de 2020.

## Antecedentes
Em 2017, juntamente com Pabllo Vittar, lançam Todo Dia, que virou um hit do carnaval daquele ano. O sucesso da canção não terminou bem para Rico, que processou os produtores da música por direitos autorais, sendo retirada das plataformas. Nesse tempo, lançou o extended play Balanga Raba, com o sucesso Fogo em Mim, uma canção pop, diferente de tudo que o rapper já havia feito.
Após o EP, Rico deu uma saída dos holofotes e ficou um bom tempo focando em seu novo projeto. Ficou durante quase dois anos produzindo o que seria seu novo trabalho, dando pistas do nome em suas redes sociais, como o Twitter. Em 2019, participou do desfile da São Paulo Fashion Week, onde fez um discurso chocante por conta da morte do modelo Tales Cotta, que teve um mal súbito durante o evento. Lançou Braille, primeiro single do seu novo trabalho.

## Produção
Após Balanga Raba e uma série de polemicas, Rico começa a entrar em processo de criação do Dolores Dala, o Guardião do Alívio, nome que é explicado logo na primeira faixa. 
Junto com Mahal Pita, Chibatinha e Dinho, o extended play, com cinco canções, traz de volta Rico aos holofotes, ao seu público e a crítica. Foi gravado no início do verão de 2019 e finalizado em outono de 2020.  

## Recepção
O EP teve críticas positivas dos críticos:
Cleber Facchi para o Miojo Indie faz comentários positivos, dando nota 8,3 ao EP: “Canções que vão da descoberta de um novo amor à incerteza de um novo dia, proposta que faz de Dolores Dala Guardião do Alívio uma obra capaz de dialogar com todo e qualquer ouvinte.”. 
Taú do Desconexão Leitura em seu faixa a faixa do EP, diz: “Admito que gostaria muito de que esse EP se estendesse mais por termos esperado tanto esta volta, mas me sinto extremamente satisfeito com este EP repleto de coesão, questionamentos e beleza artística - coisas que mesmo que Rico Dalasam mude o visual e se limpe de toda a imagem do rapper que a gente conhecia, nunca sairão dele.”.
André Felipe de Medeiros à Música Pave, juntamente com uma entrevista concebida a Rico, faz elogios: ‘’É a luta da qual ele faz parte em sua vida e, consequentemente, em sua obra – como Dolores mostra tão bem, se assemelhando nisso mais aos primeiros trabalhos de sua carreira do que com aqueles que mais levaram o nome Rico Dalasam a um público maior.”.

## Lista de Faixas
| N.º            | Título                                      | Duração |  |
| 1.             | "DDGA (com Dinho Souza)"                    | 1:24    |  |
| 2.             | "Mudou Como? (com Mahal Pita & Chibatinha)" | 3:15    |  |
| 3.             | "Braille (com Dinho Souza)"                 | 3:49    |  |
| 4.             | "Circular 3"                                | 0:41    |  |
| 5.             | "Vividir (com Dinho Souza)"                 | 3:27    |  |
| Duração total: | Duração total:                              | 11:56   |  |